# Avernus sphenorhinomimus
Avernus sphenorhinomimus är en insektsart som beskrevs av Schmidt 1910. Avernus sphenorhinomimus ingår i släktet Avernus och familjen spottstritar. Inga underarter finns listade i Catalogue of Life.